# Tennistoernooi van Nottingham 2016
|                                            |  |                                      |
| Karolína Plíšková, winnares bij de vrouwen |  | Steve Johnson, winnaar bij de mannen |

Het tennistoernooi van Nottingham van 2016 werd van maandag 6 tot en met zaterdag 25 juni 2016 gespeeld op de grasbanen van het Nottingham Tennis Centre in de Engelse stad Nottingham. De officiële naam van het toernooi was Aegon Open Nottingham.
Het toernooi bestond uit twee delen:
- WTA-toernooi van Nottingham 2016, het toernooi voor de vrouwen (6–12 juni)
- ATP-toernooi van Nottingham 2016, het toernooi voor de mannen (19–25 juni)

## Toernooikalender
| WTA               | juni 2016 | juni 2016 | juni 2016 | juni 2016 | juni 2016 | juni 2016                | juni 2016 |
| WTA               | maa 6     | din 7     | woe 8     | don 9     | vrĳ 10    | zat 11                   | zon 12    |
| ----------------- | --------- | --------- | --------- | --------- | --------- | ------------------------ | --------- |
| vrouwenenkelspel  | 1e ronde  | 1e ronde  | 2e ronde  | 2e ronde  | regen     | kwartfinale halve finale | finale    |
| vrouwendubbelspel | 1e ronde  | 1e ronde  | 1e ronde  | 2e ronde  | regen     | halve finale             | finale    |

| ATP              | juni 2016 | juni 2016 | juni 2016 | juni 2016 | juni 2016   | juni 2016    | juni 2016 |
| ATP              | zon 19    | maa 20    | din 21    | woe 22    | don 23      | vrĳ 24       | zat 25    |
| ---------------- | --------- | --------- | --------- | --------- | ----------- | ------------ | --------- |
| mannenenkelspel  | 1e ronde  | 1e ronde  | 2e ronde  | 3e ronde  | kwartfinale | halve finale | finale    |
| mannendubbelspel |           | 1e ronde  | 1e ronde  | 2e ronde  | 2e ronde    | halve finale | finale    |

ATP-toernooi van Nottingham – WTA-toernooi van Nottingham

2015 · 2016 · 2017 · 2018 · 2019 · 2020 · 2021 · 2022 · 2023 · 2024